# Днепр утром
«Днепр утром» — картина русского художника Архипа Куинджи (1841/1842—1910), написанная в 1881 году. Картина является частью собрания Государственной Третьяковской галереи (инв. 884). Размер картины — 105 × 167 см (по другим данным — 107,5 × 170,5 см).

## История и описание
Картина «Днепр утром» была последней картиной, выставленной Куинджи на суд публики, перед тем как он полностью отказался от участия в выставках. Она была выставлена в 1882 году, вместе с двумя другими известными картинами художника — «Лунная ночь на Днепре» и «Берёзовая роща», которые выставлялись повторно.
Картина «Днепр утром» написана скромными цветами, без ярких световых эффектов. Поверхность реки передана в мягких, бело-молочных тонах. На переднем плане — зелёная степная растительность на холме, с торчащим кустом репейника. Тем не менее, всё это вместе создаёт удивительное впечатление шири и простора. В этой картине есть черты импрессионизма — в частности, в методе изображения воздушной среды, который перекликается с другой, более ранней картиной художника «Север».
Писатель и художник Леонид Волынский так писал в своей статье о творчестве Куинджи:
И не в ошеломляющих эффектах была главная сила Куинджи. В его прощальной картине «Днепр утром» (последней показанной на выставке при его жизни) нет ни луны, ни багрового заходящего солнца — ничего, кроме поросшего выгоревшей травой, полевыми цветами и чертополохом берега да заречных далей, окутанных мглистой дымкой. Куда уж проще! И однако, остановясь перед этой картиной, испытываешь особую радость — так бывает, когда очутишься ранним утром на высоком берегу над рекой, над неоглядными просторами, напоенными мягким светом, и стоишь в счастливом молчании.